# Euchilopsis linearis
Euchilopsis linearis är en ärtväxtart som först beskrevs av George Bentham, och fick sitt nu gällande namn av Ferdinand von Mueller. Euchilopsis linearis ingår i släktet Euchilopsis och familjen ärtväxter. Inga underarter finns listade i Catalogue of Life.